# كلير ويست
كلير ويست (بالإنجليزية: Clare West)‏ هي مصممة أزياء تقليدية أمريكية، ولدت في 10 مايو 1889 في كانساس في الولايات المتحدة، وتوفيت في 1 أغسطس 1980 في سان دييغو في الولايات المتحدة.

## وصلات خارجية
- كلير ويست على موقع IMDb (الإنجليزية)
- كلير ويست على موقع قاعدة بيانات الفيلم (الإنجليزية)